# Jacob van Oudshoorn
Jacob van Oudshoorn (gestorven ca. 18 september 1322) was bisschop van Utrecht in 1322.
Jacob kwam uit een adellijk Hollands geslacht en was vanaf ca. 1312 domdeken in Utrecht. Hij werd in 1322 tot bisschop gekozen. Hij werd gewijd door Hendrik II van Virneburg, aartsbisschop van Keulen, maar wist paus Johannes XXII slechts tot zijn benoeming te bewegen door middel van een hoop geld, waardoor hij zijn familie ruïneerde. Kort daarop overleed hij, naar zijn eigen vermoeden door vergiftiging. Hij wordt een braaf, geleerd en godsdienstig man genoemd.
In 1321 legde Jacob van Oudshoorn de eerste steen van de Domtoren in Utrecht, samen met Gisbertus van Everdingen, de oudste domkanunnik.